# Meri Volton
Meri Volton (engl. Mary Walton; 1827 – 1894) inovatorka je sistema za redukciju štetnih gasova i zagađenja bukom
Ubrzo nakon industrijske revolucije i brze ekspanzije proizvodnje, počeli su da se osećaju i negativni efekti brzog razvoja. Dim iz fabričkih dimnjaka je bez ikakve redukcije zagađivao okolinu i sa sobom nosio štetne gasove i smrad.
Meri Volton je još 1879. godine zaštitila svoj prvi patent, koji se odnosio na redukciju štetnih gasova odvođenjem gasova u rezervoare sa vodom, koja bi kasnije bila ispuštana u gradsku kanalizaciju. Isti patent, kasnije je korišćen i kod lokomitiva na parni pogon.
Nešto kasnije, razvojem železnice u gradovima pojavljuje se drugačija vrsta zagađenja – buka. Mnogi sociolozi tog vremena su navodili upravo buku kao razlog česte neuroze i nervnih slomova kod urbanog stanovništa.
Meri, koja je živela na Menhetnu, u svom podrumu je izradila model železničke pruge, koji joj je pomogao da pronađe izvanredan sistem koji je u velikom meri oslobodio buke stanovnike Njujorka. Za podlogu pruge u svom podrumu uzela je drvo, premazano smolom, presvučeno pamukom i napunjeno peskom. Ustanovila je da njen metod apsorbuje vibracije, ali i zvuk.
Meri je svoj patent prodala gradskoj kompaniji New York City's Metropolitan Railroad, koja je ubrzo počela eksploataciju njenog patenta. Još za vremena života Meri Volton, ugledne publikacije su je proglašavale herojem i značajnom feministkinjom.
Pored toga, Meri Volton bila je majka desetoro dece, vlasnica i profesorka jedne od privatnih osnovnih škola za devojčice i supruga generala Luisa Morisa, jednog od potpisnika Deklaracije o nezavisnosti i Ustava [[Sjedinjene Američke Države|Sjedinjenih Američkih Država.
Meri Volton, sahranjena je u dvorištu crkve Sveta Ana u južnom Bronksu.